# Proloricaria
Proloricaria – rodzaj słodkowodnych ryb sumokształtnych z rodziny zbrojnikowatych (Loricariidae). 

## Taksonomia
Takson utworzony w 2001 przez I. Isbrückera. Za gatunek typowy Isbrücker przyjął Loricaria prolixa, a uznawany za jego podgatunek Loricaria prolixa lentiginosa podniósł do rangi gatunku, drugiego w obrębie ustanowionego rodzaju Proloricaria. Diagnozę taksonu autor oparł na ogólnych cechach morfologicznych (ciało silnie spłaszczone, z przodu szerokie – cechy spotykane u przedstawicieli innych rodzajów Loricariidae), co zostało zakwestionowane przez taksonomów, którzy przyjęli Proloricaria za młodszy synonim rodzaju Loricaria. Późniejsze badania molekularne potwierdziły słuszność decyzji Isbrückera i rodzaj Proloricaria został uznany, ale tylko z 1 gatunkiem (P. prolixa). Pozycja taksonomiczna drugiego (P. lentiginosa), po przeniesieniu do rodzaju Loricaria, nie uległa zmianie, co czyni Proloricaria taksonem monotypowym.

## Zasięg występowania
Badane przez Isbrückera taksony występują w dorzeczu górnej Parany i Nizina La Platy w Brazylii.

## Klasyfikacja
Gatunek zaliczany do tego rodzaju:
- Proloricaria prolixa